# تری‌فلوئورید کروم
تری‌فلوئورید کروم (به انگلیسی: Chromium trifluoride) با فرمول شیمیایی CrF۳ یک ترکیب شیمیایی با شناسه پاب‌کم ۱۰۱۵۴۰۲۱ است. که جرم مولی آن 108.9913 g/mol (anhydrous), 163.037 g/mol (trihydrate), 181.05 g/mol (tetrahydrate) می‌باشد. شکل ظاهری این ترکیب، بلورهای جامد سبز است.